# Święty związek
Święty związek (ang. Holy Matrimony) – amerykańska komedia kryminalna z 1994 roku w reżyserii Leonarda Nimoya. Wyprodukowana przez wytwórnię Buena Vista Pictures.
Premiera filmu miała miejsce 8 kwietnia 1994 roku w Stanach Zjednoczonych.

## Opis fabuły
Peter (Tate Donovan) jest zamieszany w nieuczciwe interesy. Razem z Havaną (Patricia Arquette) ucieka do kolonii huterytów w Kanadzie, gdzie dorastał. Tu podają się za małżeństwo. Wkrótce Peter ginie. Zgodnie z tradycją kobieta musi poślubić jego brata, Ezekiela (Joseph Gordon-Levitt). On jednak ma dopiero dwanaście lat.

## Produkcja
Zdjęcia do filmu kręcono w Great Falls w stanie Montana w Stanach Zjednoczonych.

## Obsada
Źródło: Filmweb
- Armin Mueller-Stahl jako Wilhelm
- Richard Riehle jako Greeson
- Tate Donovan jako Peter
- Courtney B. Vance jako Cooper
- Lois Smith jako Orna
- John Schuck jako Markowski
- Jeffrey Nordling jako Link
- Patricia Arquette jako Havana
- Joseph Gordon-Levitt jako Zeke

i inni.